# Didrik Myntmästare
Didrik Myntmästare, död efter 1527, var en svensk myntmästare. 
Han var gift med Gustav Vasas kusin Brita Kristiernsdotter Vasa. Om hans person har hittills mycket få uppgifter forskats fram. Det mesta är dessutom tredjehandsuppgifter ur äldre litteratur med varierande uppgifter om dottern Elisabeths födelse- och vigselår och om att hennes far egentligen ska vara Brita Vasas andre make - och så vidare. Inte heller har det skrivits något om Didriks föräldrar eller släkt.
Han var emellertid myntmästare med säkerhet i Uppsala 1524 och i Västerås 1526. Han omnämns i livet senast 13 juni 1527 som myntmästare, då han enligt räntekammarens räkningar fick silver till förmyntning från dåvarande Gråmunkeklostret, numera Riddarholmskyrkan. Han omnämns som avliden 29 september samma år. Årtalen i övrigt som är mest dokumenterade om hans familj gäller dottern Elisabeths förlovning och giftermål år 1531 med den nyss utnämnda ärkebiskopen Laurentius Petri Nericius. Denne hade tiden före varit vigselförrättare 1531-09-24 för bröllopet mellan Gustav I och Katarina av Sachsen-Lauenburg.